# Holasteron marliesae
Holasteron marliesae är en spindelart som beskrevs av Baehr 2004. Holasteron marliesae ingår i släktet Holasteron och familjen Zodariidae.
Artens utbredningsområde är New South Wales. Inga underarter finns listade i Catalogue of Life.